# 水滸後伝
『水滸後伝』（水滸後傳、すいここうでん）は、中国の小説。『水滸伝（百回本）』の続編として、明末期から清初期にかけて、陳忱（ちんしん）によって書かれた（初版刊行年は1664年）。全四十回。
百八星の一人、混江龍李俊を主人公とし、彼らが暹羅に渡り、靖康の変の混乱期に活躍する物語を描いている（「暹羅」とはタイ王国の旧称ではなく、架空の南海の島国）。

## 概要
本作は、『水滸伝』にある、李俊の後日譚を敷衍したものである。陳忱の原本の他、蔡元放が改変したものも存在する。

### 登場人物
百八星のうち、『水滸伝』本編で死んだ者を除く、全ての人物が登場する（本編の終了後、間も無く死んだことになっている関勝、呼延灼、戴宗を含む。武松は登場するものの、「死んだ仲間たちの遺骨を守りたい」と六和寺に残り、李俊たちの仲間にならない）。
その他に、以下の人物、
- 費保、倪雲、高青、狄成の4人（『水滸伝』終盤で、李俊と義兄弟の契りを結んだ人物。ただし、高青は『水滸伝』では上青となっている）
- 王進（史進の師匠）
- 扈成（扈三娘の兄）
- 欒廷玉（祝家荘の武芸師範。ただし、本編では死亡している）
- 花逢春（花栄の息子）
- 呼延鈺（呼延灼の息子）
- 徐晟（徐寧の息子）
- 宋安平（宋清の息子）

などが、李俊側の人物として登場する。
敵役や一般人たちの中にも、本編に登場していた人物や、その縁者などが数多く登場する。ただし、百回本の続編のため、百二十回本にのみ登場する人物は登場しない（瓊英など）。

### あらすじ
北宋に束の間の平和をもたらした梁山泊集団の崩壊から数年後、相変わらず世には悪官汚吏がはびこっていた。官職を剥がれ、再び漁師として生活していた阮小七はふと昔を懐かしみ、宋江・晁蓋ら昔の仲間たちの眠る梁山泊へ足を運ぶ。そこへ、かつて梁山泊へ招安の使者としてやってきたことのある、張通判が現れる。張通判が阮小七にちょっかいを出したことから阮小七は張通判を殺してしまい、阮小七は逃亡することになる。
この事件をきっかけに、生き残りの梁山泊の魔星たちは再び運命の糸に操られ、北宋を揺るがす大きな時代のうねりに巻き込まれていく。
金軍の侵攻で徽宗は捕虜となり、燕青は敵地に乗り込んで徽宗を慰問する。高俅、蔡京、童貫、蔡攸（蔡京の息子）らは流罪となり、護送の最中に梁山泊残党に毒殺される。
金軍の侵略は苛烈であり、梁山泊残党は李俊を頼って暹羅（作中では、「澎湖列島の向かいの島々」）に渡る。しかし、暹羅でも政変が起こり、戦いは続く。形勢不利となった暹羅の奸臣は日本に援軍を要請、関白の率いる薩摩・大隅の軍勢一万が出陣してくる。

## 水滸後伝と日本

### 作品の中での日本
日本の軍を率いている人物は「関白」と呼ばれるが、名前は明らかにされていない。作者が明末清初の人間で、明の滅亡前に文禄・慶長の役があったことから、豊臣秀吉をイメージした可能性がある。関白は身の丈八尺で、象に乗っており、戦国時代の日本の軍隊とは、かけ離れた描写となっている。また、水戦用の「黒鬼」と呼ばれる部隊を保有している。ただ、公孫勝の術により全軍凍死という結末を迎える。
ほかに、李応らが舟で難破し、薩摩に漂着する場面がある。ここでは、「薩摩の地は土地が貧しく、住民は海賊行為で生計を立てている」と説明されている。
また、李俊とたたかう奸臣たちの中に、「釣魚島」を本拠とする人物が登場する。

### 日本への影響

#### 江戸時代
『水滸後伝』が日本に伝わったのは、初版発行の約30年後、元禄16年（1703年）である。
曲亭馬琴は1830年に、本作をかなり苦労して入手している。その時の記録によれば、
- 「江戸の芝にあった書店に水滸後伝が入荷したので、買いにやらせたがすぐに売り切れてしまった」
- 「世にまれな書物である」
- 「大坂の書店に訪ねて回ったが、水滸後伝という本を知っている本屋がおらず困った」
- 「大坂の書店にあるという話を聞き購入したが、無下の悪本で彫り誤りが多く、友人から借りた本で修訂した」

などとあり、江戸時代にはまれな書物であったが、一定の読者を持っていたことがわかる。
なお、馬琴は入手前の1802年、名古屋に滞在中に一度通読していて、そのときのメモを参考にして、『椿説弓張月』（1807年刊行開始）の琉球の部分のストーリー構成に生かしている。

#### 明治以降
1882年、東京の出版社兎屋より松村操による翻訳が刊行されるが、中絶する。その後、森槐南による翻訳が1893年から刊行され、1895年に完成した。
1966年、鳥居久靖による翻訳が完成した。
以上の日本関係の記事は、鳥居訳本第3巻巻末の『解説』による。

## 日本語訳
- 『水滸後傳 40回 全16冊』　森槐南訳（1893～1895年 庚寅新誌社）
- 『水滸後伝 1～3』　鳥居久靖訳（1966年、平凡社東洋文庫） 1)ISBN 9784582800586. 2)ISBN 9784582800661. 3)ISBN 9784582800784.
- 『水滸後伝』　寺尾善雄抄訳（2006年、秀英書房)　ISBN 4879571067

## 参考ページ、文献
- 村田和弘論文『筑波大学附属図書館蔵本「水滸後伝」の識語について』
- 新人物往来社編著　『水滸伝-梁山泊の英雄たち』、1996年、228-237頁。